# Cardiaphyllum
 (novembre 2018).
Genre
Espèces de rang inférieur
- † Cardiaphyllum apertum Wu et Zhou, 1982
- †Cardiaphyllum elegans Wu et Zhou, 1982

Cardiaphyllum est un genre éteint de coraux de l'ordre également éteint des Rugosa. L'espèce C. elegans a été trouvée dans des terrains du Carbonifère supérieur (Silésien ou Pennsylvanien) de Kapling et Aksou, dans le Xinjiang, en Chine.